# Raimondo Berengario IV di Provenza
Raimondo Berengario (1198 circa – Aix-en-Provence, 19 agosto 1245) fu conte di Provenza dal 1209, e conte di Forcalquier dal 1222, sino alla morte.

## Origine
Secondo la Historia Comitum Provinciae era l'unico figlio maschio del consorte dell'erede della contea di Forcalquier e conte di Provenza, Alfonso II e di sua moglie, Garsenda di Sabran, figlia del Signore di Caylar e d'Ansouis, Raniero († dopo il 1209) appartenente alla famiglia de Sabran e di Garsenda di Forcalquier ( - prima del 1193), l'unica figlia del Conte di Forcalquier, Guglielmo IV d'Urgell e di Adelaide di Bezieres, di cui non si conoscono gli ascendenti.
Raniero de Sabran era figlio di Rostaing II de Sabran (1105 - 1180) e della sua seconda moglie, Roscie di Caylar, figlia di Raniero, signore d'Uzès e di Caylar e della moglie, Beatrice, di cui non si conoscono gli ascendenti.
Alfonso II, secondo la Ex Gestis Comitum Barcinonensium era il figlio maschio secondogenito del conte di Barcellona (la contea includeva quasi tutte le contee della Catalogna), re di Aragona (il regno includeva anche le contee di Sobrarbe e di Ribagorza) che aveva riunito i due domini nella Corona d'Aragona, conte di Provenza e conte di Rossiglione, Alfonso II il Casto e della sua seconda moglie Sancha di Castiglia, che, secondo le Crónicas navarras (Crónicas navarras) e le Ex Gestis Comitum Barcinonensium (Gesta comitum barchinonensium) era figlia del re di León e Castiglia Alfonso VII l'Imperatore e di Richenza di Polonia, figlia del principe di Polonia, duca di Cracovia e di Slesia, Ladislao II (fuggito da Cracovia, nel 1146), detto l'Esiliato (1105-1159) e di Agnese (Cristina) di Babenberg(1111–1157 figlia del Margravio d'Austria, Leopoldo III, e di Agnese di Waiblingen, figlia dell'imperatore, Enrico IV e sorellastra dell'imperatore, Corrado III e del duca Federico II di Svevia). Richenza era quindi la cugina dell'imperatore, Federico Barbarossa.

## Biografia

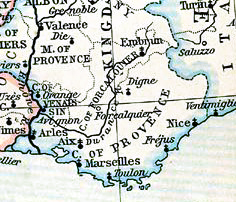
Contee di Forcalquier e di Provenza.

Stemma dei conti di Forcalquier.

Suo padre, Alfonso II morì nel mese di febbraio 1209, a Palermo, dove era sbarcato il 2 febbraio, avendo accompagnato la sorella maggiore, Costanza (1179-1222), in Sicilia, per il matrimonio con il re di Sicilia, Federico II; Costanza, vedova, dal 1204, del re d'Ungheria, Emerico, senza figli, era tornata in Aragona ed il loro fratello, re della corona d'Aragona, Pietro II, secondo la Crónica de San Juan de la Peña, era riuscito ad organizzare il matrimonio di Costanza; Alfonso II aveva un seguito costituito da nobili aragonesi, catalani e provenzali, più 400 lancieri che, dopo il matrimonio, sarebbero rimasti al servizio del re di Sicilia, ma, a causa di una epidemia, subito dopo l'arrivo a Palermo, il contingente che accompagnava Costanza, fu annientato.
Tra coloro che persero la vita vi fu anche Alfonso II di Provenza, che lasciò il titolo di conte di Provenza al figlio Raimondo Berengario, con la reggenza della madre, Garsenda, sotto la tutela dello zio il re Pietro II.
In quello stesso anno, sua madre, Garsenda, ereditò la contea di Forcalquier, alla morte del suo bisnonno materno (nonno di Garsenda), Guglielmo IV d'Urgell, che secondo l'Obituaire du chapitre de Saint-Mary de Forcalquier, morì il 7 ottobre del 1209, e che, secondo la nota dello stesso Obituaire du chapitre de Saint-Mary de Forcalquier, il conte Guglielmo IV, nel febbraio di quello stesso anno, come risulta dagli archivi del Bouches-du-Rhône, aveva fatto testamento a favore della nipote [Garsenda di Sabranl.
Sempre secondo la nota dello stesso Obituaire du chapitre de Saint-Mary de Forcalquier, nel novembre di quello steso anno, come risulta dagli archivi del Bouches-du-Rhône, Garsenda aveva depositato l'atto di rinuncia alla Contea di Forcalquier a favore del figlio, Raimondo Berengario IV, già conte di Provenza.
Raimondo Berengario fu condotto nel regno d'Aragona, dove fu educato; e lì rimase sino al 1216.
Per la contea di Provenza, suo zio Pietro II nominò un reggente, il suo prozio Sancho, conte di Cerdagna e di Rossiglione, che era stato conte di Provenza dal 1181 al 1185, mentre la contea di Forcalquier era governata da sua madre, che aveva mantenuto il titolo di contessa, ma le si era contrapposta la sorella minore di Guglielmo IV e Bertrando II, la prozia, Alice d'Urgell, che pretendeva il titolo per sé e che, con l'aiuto del figlio, Guglielmo di Sabran, contrastò Garsenda per diversi anni.
Nel 1213, dopo la morte dello zio, Pietro II, nella battaglia di Muret, il suo prozio, Sancho, fu nominato reggente della corona d'Aragona per conto del giovane re d'Aragona e conte di Barcellona, Giacomo I, come lo stesso Giacomo ci conferma nella sua autobiografia Historia del rey de Aragón Don Jaime I; Sancho nominò reggente di Provenza e Forcalquier suo figlio Nuño. Scoppiarono dissensi tra i catalani e i partigiani della contessa, la quale accusò Nuño di tentare di prendere il posto di suo nipote nella contea. Dapprincipio, l'aristocrazia provenzale, con le sue mire ambiziose, cercò di trarre vantaggio dalla situazione, ma alla fine si schierò dalla parte di Garsenda rimuovendo Nuño, che ritornò in Aragona. La reggenza passò a Garsenda e venne stabilito un consiglio di reggenza costituito da nobili locali.
Dopo la morte della prozia, Alice, avvenuta tra il 1212 ed il 1219, il di lei figlio, Guglielmo di Sabran, continuò a rivendicare il titolo di Conte di Forcalquier e continuò a contrapporsi a Garsenda ed a Raimondo Berengario, che, dopo aver raggiunto la maggior età, nel 1216, era rientrato in Provenza dal regno d'Aragona.
Guglielmo di Sabran fomentava la rivolta nella regione di Sisteron, ma alla fine fu sconfitto anche per il fatto di essere stato scomunicato (secondo la Gallia Christiana Novissima, Metropole d'Aix, Aix, Arles, Embrun, parte 1 e anche secondo la Gallia Christiana Novissima, tomus I, Guglielmo, citato col titolo di conte di Forcalquier, venne scomunicato per aver sottratto ai monaci di Montmaior, l'abitato di Pertuis. Guglielmo, anche per l'intervento di papa Innocenzo III dovette restituire la proprietà all'abbazia e tra il 1220 ed il 1222 fu sconfitto e rinunciò ad ogni rivendicazione.

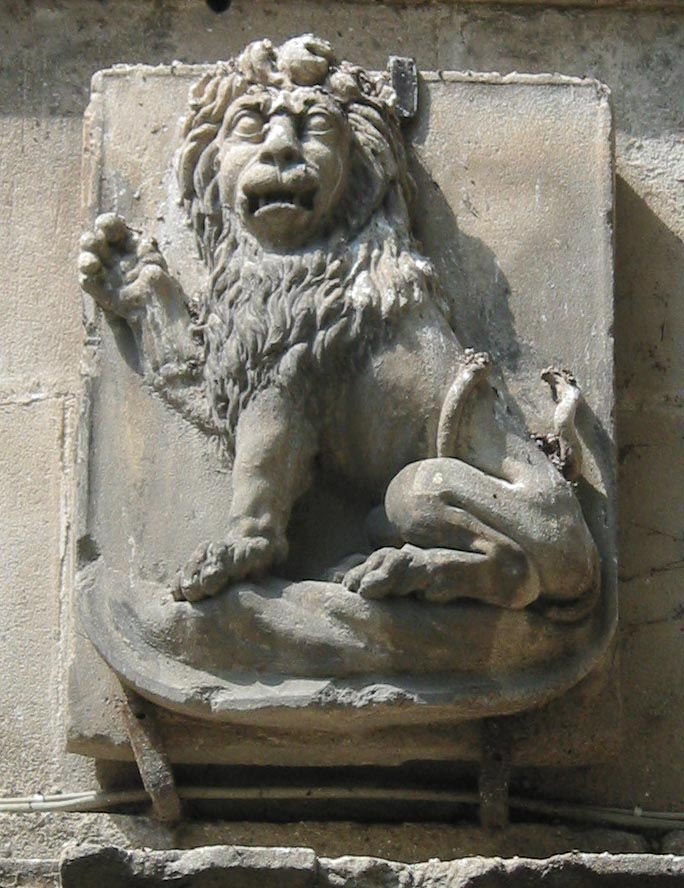
Stemma d'Arles.

Garsenda, che, nel 1217 circa, aveva già lasciato le redini del governo a Raimondo Berengario IV, verso il 1222 si ritirò nel monastero di La Celle, dove prese i voti; Raimondo Berengario, dopo il ritiro della madre dalla vita pubblica, entrò in possesso del titolo di conte di Forcalquier e, solo allora, riuscì a riunire, dopo circa 150 anni, le due contee, di Provenza e di Forcalquier.
Raimondo Berengario, dopo il 1223, appoggiò la ripresa della crociata albigese del re di Francia, Luigi VIII, contro il conte di Tolosa, Raimondo VII, la cui casata da oltre cento anni combatteva la casa di Barcellona e sottomise Arles e Marsiglia che creavano problemi nella contea.
Nel 1226, Raimondo Berengario, si unì al re di Francia, Luigi VIII, alla conquista di Avignone, in territorio dell'imperatore, Federico II, dopo tre mesi di assedio, senza che Federico II intervenisse; si limitò a prudenti proteste.
Nonostante la politica filo-francese, Raimondo Berengario ebbe un buon rapporto con lo zio acquisito, il re di Sicilia che ora era divenuto l'imperatore Federico II, che l'appoggiò nella lotta che lo contrapponeva a Raimondo VII di Tolosa, alleato dei marsigliesi.
Nel 1231 Raimondo Berengario fondò sulle Alpi una città e, per le sue origini catalane, la battezzò col nome di Barcelonnette, in omaggio a Barcellona.
Nel 1234 divenne suocero del re di Francia, Luigi IX, che nel 1226 era succeduto al padre Luigi VIII, per il matrimonio, della figlia maggiore, Margherita, celebrato il 27 maggio, con il nuovo re di Francia, come riportato dal Vincentii Bellovacensis Memoriale Omnium Temporum.
Nel 1235 il re d'Inghilterra, Enrico III, chiese la mano della secondogenita di Raimondo Berengario, Eleonora, attraverso la mediazione del cognato di Raimondo e fratello di Eleonora, Amedeo IV di Savoia.
Il matrimonio fu celebrato il 14 gennaio 1236. L'accordo di matrimonio è ricordato nel documento n° 96 del Peter der Zweite Graf von Savoyen, Markgraf in Italien, sein Haus und seine Lande, dello storico, Ludwig Wurstenberger.

Stemma di Barcelonnette.

Dopo l'assemblea di Haguenau, svoltasi alla fine del 1235 e nella quale sia Raimondo Berengario che Raimondo VII apparvero accanto a Federico II, la politica dell'imperatore era già cambiata; non solo l'anno precedente aveva riconsegnato a Raimondo VII (a dispetto della chiesa) tutte le proprietà che gli erano state tolte dal re di Francia, Luigi IX, il Santo, nel 1229, ma cominciò ad appoggiare apertamente, Raimondo VII, il capo del partito anticlericale contro Raimondo Berengario, che si era schierato a favore della chiesa.

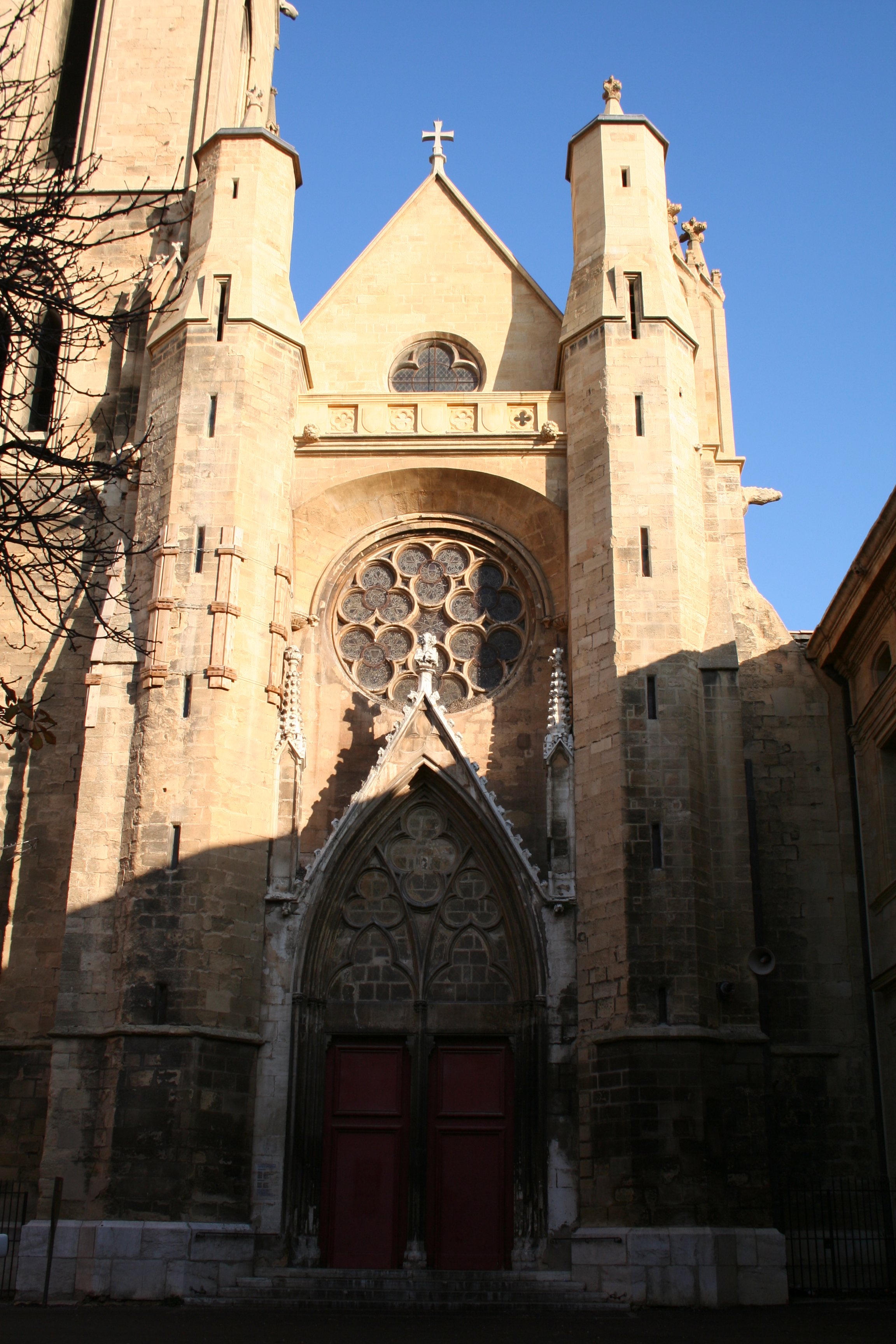
La chiesa di Saint-Jean-de-Malte ad Aix-en-Provence, dove Raimondo riposa.

L'alleanza tra Raimondo Berengario e Luigi IX il Santo, rinsaldata anche dal matrimonio di Luigi con Margherita, rimase inalterata per il resto della sua vita, mentre il suo rivale, Raimondo VII, rimase fedele all'imperatore.
Raimondo Berengario IV, come riportato dagli Annales Sancti Victoris Massilienses, morì il 19 agosto 1245, nei pressi di Aix-en-Provence; anche l'Obituaire du Chapitre de Saint-Mary de Forcalquier ne riporta la morte e ricorda che una processione in sua memoria doveva essere fatta tutti gli anni alla chiesa di Saint-Mary de Forcalquier; fu sepolto nella chiesa di San Giovanni di Malta, Aix-en-Provence.
Alla sua morte, Raimondo Berengario IV, come da suo testamento (come ci conferma il documento riportato a pagina 485 del Matthæi Parisiensis, Monachi Sancti Albani, Chronica Majora, vol IV, lasciò i titoli di contessa di Provenza e Forcalquier alla figlia più giovane, non ancora sposata, Beatrice,, che l'anno dopo (1246) sposò il conte d'Angiò e del Maine Carlo I.
Il testamento redatto da Raimondo Berengario IV, il 20 giugno 1238 a Sisteron, si trova nelle Layettes du Trésor des Chartes, vol. II, contrassegnato come documento n° 2719.

## Matrimonio e discendenza
Raimondo Berengario IV aveva sposato il 20 dicembre 1220 Beatrice di Savoia (1206 – 1266), come risulta dalla cronaca del monaco benedettino inglese, cronista della storia inglese, Matteo Paris (1200 – 1259), quando descrive il matrimonio della figlia Eleonora con il re d'Inghilterra, Enrico III. La promessa di matrimonio (fidanzamento) era stata redatta a Dronero, il 5 giugno 1219, dove, secondo il documento n° 49 del Peter der Zweite Graf von Savoyen, Markgraf in Italien, sein Haus und seine Lande, dello storico, Ludwig Wurstenberger, il conte Raimondo Berengario, fissata la dote, si impegnava a sposare Beatrice, figlia del Conte di Savoia, d'Aosta e di Moriana, Tommaso I (1177 – 1233) e della moglie Beatrice Margherita di Ginevra (1180 – 1257), che secondo la Chronica Albrici Monachi Trium Fontium era figlia di Guglielmo I di Ginevra e di Margherita Béatrice di Faucigny.
Raimondo Berengario da Beatrice ebbe un solo figlio maschio e quattro figlie femmine, che, come ricorda anche Dante, tutte e quattro divennero regine:
- Margherita[27] (1221-1295), regina di Francia (1234-1270), per il matrimonio, nel 1234, con San Luigi IX (1214-1270), re di Francia (1226-1270);
- Eleonora[29] (1223-1291), regina d'Inghilterra (1236-1272), per il matrimonio, nel (1236), con Enrico III (1207-1272), re d'Inghilterra (1216-1272);
- Sancha[42] (1228-1261), contessa di Cornovaglia (1243-1261), per il matrimonio, nel (1243), con Riccardo (1209-1272), conte di Cornovaglia (1227-1272), in seguito venne eletto re dei Romani (1257-1272);
- Raimondo, che morì giovane
- Beatrice[32] (1234-1267), contessa di Provenza e contessa di Forcalquier (1245-1267), sposò nel 1246 Carlo I d'Angiò (1227-1285), conte d'Angiò e del Maine (1246-1285), re di Sicilia (incluso Napoli) (1266-1282) poi re di Napoli (1282-1285) – conte di Provenza e di Forcalquier (1246-1267) per matrimonio, ma che continuerà a portare i titoli sino alla morte.

## Parentele incrociate
Due delle figlie di Raimondo Berengario IV, Margherita e Beatrice sposando i fratelli Luigi IX di Francia e Carlo d'Angiò, divennero cognate, e viceversa per Luigi e Carlo. La stessa cosa per le altre due sorelle, Eleonora e Sancha, che sposarono rispettivamente i fratelli Enrico III d'Inghilterra e Riccardo di Cornovaglia.

## Ascendenza
|                                    |                       |                             | Genitori                   |  |  | Nonni |  |  | Bisnonni                             |  |  | Trisnonni                             |  |
|                                    |                       |                             |                            |  |  |       |  |  | Raimondo Berengario IV di Barcellona |  |  | Raimondo Berengario III di Barcellona |  |
|                                    |                       |                             |                            |  |  |       |  |  | Raimondo Berengario IV di Barcellona |  |  | Raimondo Berengario III di Barcellona |  |
|                                    |                       | Dolce I di Provenza         |                            |  |  |       |  |  | Raimondo Berengario IV di Barcellona |  |  |                                       |  |
| Alfonso II d'Aragona               |                       |                             |                            |  |  |       |  |  | Raimondo Berengario IV di Barcellona |  |  |                                       |  |
|                                    |                       | Petronilla di Aragona       | Ramiro II d'Aragona        |  |  |       |  |  |                                      |  |  |                                       |  |
|                                    |                       | Petronilla di Aragona       | Ramiro II d'Aragona        |  |  |       |  |  |                                      |  |  |                                       |  |
|                                    |                       | Petronilla di Aragona       | Agnese d'Aquitania         |  |  |       |  |  |                                      |  |  |                                       |  |
| Alfonso II di Provenza             |                       | Petronilla di Aragona       |                            |  |  |       |  |  |                                      |  |  |                                       |  |
|                                    |                       | Alfonso VII di León         | Raimondo di Borgogna       |  |  |       |  |  |                                      |  |  |                                       |  |
|                                    |                       | Alfonso VII di León         | Raimondo di Borgogna       |  |  |       |  |  |                                      |  |  |                                       |  |
|                                    |                       | Alfonso VII di León         | Urraca di Castiglia        |  |  |       |  |  |                                      |  |  |                                       |  |
| Sancha di Castiglia                |                       | Alfonso VII di León         |                            |  |  |       |  |  |                                      |  |  |                                       |  |
|                                    |                       | Richenza di Polonia         | Ladislao II l'Esiliato     |  |  |       |  |  |                                      |  |  |                                       |  |
|                                    |                       | Richenza di Polonia         | Ladislao II l'Esiliato     |  |  |       |  |  |                                      |  |  |                                       |  |
|                                    |                       | Richenza di Polonia         | Agnese di Babenberg        |  |  |       |  |  |                                      |  |  |                                       |  |
| Raimondo Berengario IV di Provenza |                       | Richenza di Polonia         |                            |  |  |       |  |  |                                      |  |  |                                       |  |
|                                    | Rostaing II de Sabran | …                           |                            |  |  |       |  |  |                                      |  |  |                                       |  |
|                                    | Rostaing II de Sabran | …                           |                            |  |  |       |  |  |                                      |  |  |                                       |  |
|                                    | Rostaing II de Sabran | …                           |                            |  |  |       |  |  |                                      |  |  |                                       |  |
| Rainou de Sabran                   | Rostaing II de Sabran |                             |                            |  |  |       |  |  |                                      |  |  |                                       |  |
|                                    |                       | Roscie, Dame d'Uzes         | …                          |  |  |       |  |  |                                      |  |  |                                       |  |
|                                    |                       | Roscie, Dame d'Uzes         | …                          |  |  |       |  |  |                                      |  |  |                                       |  |
|                                    |                       | Roscie, Dame d'Uzes         | …                          |  |  |       |  |  |                                      |  |  |                                       |  |
| Garsenda di Provenza               |                       | Roscie, Dame d'Uzes         |                            |  |  |       |  |  |                                      |  |  |                                       |  |
|                                    |                       | Guglielmo IV di Forcalquier | Bertrando I di Forcalquier |  |  |       |  |  |                                      |  |  |                                       |  |
|                                    |                       | Guglielmo IV di Forcalquier | Bertrando I di Forcalquier |  |  |       |  |  |                                      |  |  |                                       |  |
|                                    |                       | Guglielmo IV di Forcalquier | Josserande de Flotte       |  |  |       |  |  |                                      |  |  |                                       |  |
| Garsenda di Forcalquier            |                       | Guglielmo IV di Forcalquier |                            |  |  |       |  |  |                                      |  |  |                                       |  |
|                                    |                       | Adelaide de Bezière         | …                          |  |  |       |  |  |                                      |  |  |                                       |  |
|                                    |                       | Adelaide de Bezière         | …                          |  |  |       |  |  |                                      |  |  |                                       |  |
|                                    |                       | Adelaide de Bezière         | …                          |  |  |       |  |  |                                      |  |  |                                       |  |
|                                    |                       | Adelaide de Bezière         |                            |  |  |       |  |  |                                      |  |  |                                       |  |

## Letteratura

### Raimondo Berengario IV nella Divina Commedia
Raimondo Berengario IV è citato da Dante Alighieri nella sua Divina Commedia:
(Dante Alighieri, Divina Commedia, Paradiso, Canto VI, 133-135)

### Mecenate e trovatore
Raimondo Berengario V viene identificato con il mecenate e trovatore provenzale Raimon Berenguier o Coms de Proensa o Comte de Proensa o Comte Berengier.
I componimenti e gli interlocutori del Coms de Proensa sono:
Amics n'Arnaut, cent donas d'aut paratge (partimen con Arnaut)
Carn-et-ongla, de vos no·m volh partir (tenso immaginaria)
Bernart de la Barta, .l cauzit

### Fonti primarie
- (LA)  Rerum Gallicarum et Francicarum Scriptores, tome XII.
- (LA)  Monumenta Germaniae Historica, Scriptores, Tomus XXIII.
- (LA)  Cartoulaire de Marseille Saint-Victor Tome I.
- (LA)  Monumenta Germaniae Historica, Scriptores, Tomus IX.
- (LA)  Monumenta Germaniae Historica, Scriptores, Tomus XIX.
- (LA)  Rerum Gallicarum et Francicarum Scriptores, tomus XIX.
- (LA)  Monumenta Germaniae Historica, Scriptores, Tomus XXIV.
- (LA)  Peter der Zweite Graf von Savoyen, Markgraf in Italien, sein Haus und seine Lande.
- (LA)  Obituaire du Chapitre de Saint-Mary de Forcalquier.
- (LA)  OMatthæi Parisiensis, Monachi Sancti Albani, Chronica Majorar, vol. IV.
- (LA)  OMatthæi Parisiensis, Monachi Sancti Albani, Chronica Majorar, vol. III.
- (LA)  Layettes du Trésor des Chartes, vol. II'.

### Letteratura storiografica
- Trobadours, 184. Comte de Provence. Lo coms de Proensa, su troubadours.byu.edu. URL consultato il 26 marzo 2013.
- Austin Lane Poole, L'interregno in Germania, in «Storia del mondo medievale», vol. V, 1999, pp. 128–152
- Michelangelo Schipa, L'Italia e la Sicilia sotto Federico II, in «Storia del mondo medievale», vol. V, 1999, pp. 153–197
- E.F. Jacob, Inghilterra: Enrico III, in «Storia del mondo medievale», vol. VII, 1999, pp. 198–234
- Paul Fournier, Il regno di Borgogna o d'Arles dall'XI al XV secolo, in «Storia del mondo medievale», vol. VII, 1999, pp. 383–410
- (FR)  Gallia Christiana Novissima, Province d'Aix, Aix Arles Embrunes, parte I.
- (FR)  Histoire générale des Alpes Maritimes ou Cottiènes par Marcellin Fornier, Continuation, Tome I.
- (ES)  Crónica de San Juan de la Peña.
- (FR)  Histoire générale de Languedoc, Notes, tomus II.